# Radessa pardalota
Radessa pardalota là một loài bướm đêm trong họ Crambidae.